# Aloe fimbrialis
Aloe fimbrialis är en grästrädsväxtart som beskrevs av Susan Carter. Aloe fimbrialis ingår i släktet Aloe och familjen grästrädsväxter. Inga underarter finns listade i Catalogue of Life.